# Lucien Bénière
Lucien Bénière (11 de septiembre de 1922 - 5 de febrero de 2012) fue un activista social y escultor francés.

## Datos biográficos

### Formación
Lucien Bénière nació el 11 de septiembre de 1922 en la villa industrial de Givors (Rhône).
De 1937 a 1941, aprende el oficio de modelador de madera en la Escuela Nacional Profesional de Saint- Étienne. En 1941 comenzó a trabajar como modelador de madera en la Compañía Fives-Lille en Givors, ocupación que ya habían desempeñado su padre, su abuelo y su bisabuelo.
De octubre de 1942 al mes de mayo de 1943, realizó su servicio militar en el seno de la «jeunesse et Montagne» en los Hautes-Alpes.
En mitad de la guerra, continuó sus estudios en París. Al final del año 1945, paralelamente a su empleo de obrero en la Renault, siguió los cursos en el conservatorio de Artes y Oficios. En 1946 y 1947, ingresó en las clases de la Escuela superior de la madera. En 1948 y 1949, siguió las clases de tarde del Instituto de Urbanismo de París.
En 1980 y 1981, regresó a los bancos de las aulas de la Universidad, en ese momento a los de Vincennes y Saint-Denis (Seine-Saint-Denis) como estudiante de Artes plásticas.

## Compromisos

### La resistencia
De junio de 1943 a septiembre de 1944, Lucien Bénière estuvo en los maquis de Hautes-Alpes donde se convirtió en el líder del grupo francés. Tras la liberación, la acción resistente le valió la Cruz de combatiente voluntario de la resistencia y la Croix de Guerre.

### El movimiento cooperativo
En 1947, conoció el movimiento de los sacerdotes obreros y el Partido Comunista, se trasladó a Montreuil (para el resto de su vida), y donde participó en el movimiento cooperativo.
En abril de 1947, creó y dirigió una cooperativa de producción de leña que rápidamente se transformó en una carpintería (Rochebrune).
En 1950 - 1954, creó y dirigió un proyecto de vivienda cooperativa (H.L.M )en Montreuil en Seine-Saint-Denis (Clair Logis), que permitió la construcción de 78 viviendas en "castor" organización colectiva de acceso a la vivienda propia, sobre la base de una amortización por trabajo sin aportar dinero. El futuro propietario gasta un total de 1200 horas de trabajo repartidas en cada fin de semana y durante las vacaciones durante dos años y medio para construir su hábitat. A través del proyecto de vivienda en cooperativa, participó en la financiación y gestión de otros tres proyectos "castor".
Entre 1955 y 1977, creó y dirigió una cooperativa de producción (Étudréal), que reunió a arquitectos, ingenieros, capataces, etc. para el estudio y gestión de la construcción de viviendas, naves industriales, oficinas, centros comerciales.
Entre 1977 y 1979, se convirtió en ingeniero de ventas en una empresa de cooperación de obras públicas. 

### Apoyo a la independencia de Argelia
Participó en la red Henri Curiel de "portadores de maletas" durante el conflicto argelino; participó en la construcción de la joven Argelia independiente (donde pasó unos meses), vinculado con las actividades de la cooperativa Étudréal. 

## Obras

### Periodos
A partir de 1964, Lucien Bénière exploró diferentes áreas de las artes visuales 
- inicialmente los trabajos a tinta (1964 – 1968),
- después los óleos[1] (1969 – 1978).
- A partir de 1979, dedicó todo su tiempo a la talla de madera.

- primero los volúmenes (volumes)
- después la gran muralla (la grande murale)
- seguido de las plazas (les carrés) que forman las "grandes obras"
- más tarde las barrocas (les "baroques")
- y finalmente entre 2010 - 2011 : Lucien Bénière comenzó una nueva serie de un centenar de "galletas».

### Selección de exposiciones
- En 1989, 700 esculturas formaron la ciudad imaginaria de Hauterives, expuestas en Montreuil (un homenaje a la ciudad del Factor caballo).
- En 1993, los primeros 44 metros de la Gran Muralla, así como 200 obras menores ven la luz.
- En 1994, 50 esculturas son expuestas en el espacio Union de banques en París (75008)
- En 1996, la Grande Murale fue inaugurada en su totalidad (75 metros) en Montreuil. Posteriormente, ha sido expuesta muchas veces en su totalidad o parcialmente.
- Participa en la asociación " La Passion du bois"  (La pasión de los bosques), participando en las exposiciones de 1997 y 1999 en Grenoble y de 2000 en Courbevoie.
- En 2001, su « Gran Murallae », sus « carrés » y sus « volumes » fueron expuestos en les Jardins du Luxembourg por el senado francés.
- En 2003, una exposición en la Casa de Oficios de Annecy (Alta Saboya) y en el Museo de Allard Montbrison (Loire).

En 2004, la exposición a MelunEn 2005, abre con más de 300 obras en Montreuil
En 2010, sus últimas exposiciones se llevan a cabo en el espacio expositivo (Montreuil) en octubre por sus esculturas y pinturas en diciembre. 
- En 2004, la exposición en Melun
- En 2005, Portes ouvertes con más de 300 obras en Montreuil
- En 2010, sus dernières expositions (últimas exposiciones) se llevan a cabo en su espacio expositivo (Montreuil) en octubre sus esculturas y en diciembre sus pinturas.